# Amy Irving
Amy Davis Irving (Palo Alto, California, 10 de septiembre de 1953) es una actriz estadounidense. Estuvo nominada al Óscar por la película Yentl, dirigida por Barbra Streisand. Es conocida por su personaje de Sue Snell en la película Carrie (1976), el cual repitió en su secuela Carrie 2: La ira, de 1999.

## Biografía
Amy Irving es de origen judío: su padre Jules Irving (nacido Jules Israel), era un director teatral y su madre Priscilla Pointer, una actriz, de raíces inglesas, francesas y también judías. Jules fue director artístico del Lincoln Center Theatre Repertory del 1965-1972. Irving estuvo durante tres años en Inglaterra, donde recibió entrenamiento profesional en la London Academy. También estudió en el High School of Music and Art (Nueva York, NY) y el American Conservatory 
Theatre (San Francisco, CA).
Sus primeras apariciones televisivas incluyen: The Rookies (1975), Police Woman (1975), Happy Days (1975), I'm a Fool (1976), James Dean (1976), James Michener's Dynasty (donde también aparece Harrison Ford) (1976), Panache (1976) y The Three Musketeers (1976).
Irving conoció a Brian De Palma en la audición de Star Wars en 1976 (donde hizo el casting para el papel de la princesa Leia). Ella nunca antes había oído hablar de él. Cuando leyó el guion de Carrie no le gustó: «Pero no sabía que él [Brian] podía hacer magia. Cuando vi la película, me gustó. Yo sabía el día que lo conocí que estaría en Carrie. George Lucas era muy tímido  y distante. Cuando él estaba haciendo las entrevistas, yo acababa de salir del hospital. Estuve en reposo durante seis semanas y no había ido a ninguna audición en ese tiempo». Priscilla Pointer interpretó a su madre. Además de su madre, también coincidió con William Katt, quien interpretaba a su novio en esta película. Katt fue su novio en la vida real un año antes de que audicionara para Carrie. 
En relación con su personaje Sue Snell, dijo en 1977: «Algunas personas piensan que yo era la mala, lo cual me molestó. Eso no tiene sentido. Leo algunas críticas diciendo que yo era la mala. Creo que mi actuación fue bastante clara no?. Incluso cuando estuvimos en el Festival de Avoriaz, el jurado me preguntó “¿Eres la buena o la mala?” No me lo podía creer».
Por aquel tiempo ya estaba viviendo con Steven Spielberg: «No fue una cita a ciegas. Brian me envió al set de Close Encounters of the Third Kind para conocerlo. Me gustaría trabajar con Steven pero, por ahora, quiero trabajar sola. No quiero que me conozcan como “la novia de Steven Spielberg”. Primero quiero ser Amy Irving. Crecí como la hija de Jules Irving. Cada vez que iba al teatro era como “Oh, ella es la hija de Jules Irving”. Steven y yo somos muy independientes. Por lo que a mí respecta, llevamos año y medio juntos, y es maravilloso, pero no quiero ninguna clase de tensión».
En 1978 volvió a trabajar con De Palma en la película, The Fury, su primera película como protagonista. De este filme, Irving dice: «No creo que fuese tan buena película como lo fue Carrie». Irving iba a aparecer en el filme de John Milius El gran miércoles. Audicionó para esta película, pero al final Frank Yablans le dijo que la quería en la película de Brian De Palma. Después de The Fury, aparecería en Voices (1979), donde interpreta a Rosemarie Lemon, una profesora sorda que se enamora de Drew Rothman, un aspirante a cantante.
En 1979 se rueda Honeysuckle Rose, en la que Willie Nelson interpreta a Buck Bonham, un cantante casado (Dyan Cannon) que tiene un hijo (Joey Floyd). Una ambiciosa guitarrista (Amy Irving) lo seduce y se vuelven amantes. Según Peter Biskind, la razón por la cual Irving terminó con Spielberg era que ella se había enamorado de Nelson.
En 1980 protagoniza junto a Richard Dreyfuss el filme dramático The Competition. Dreyfuss interpreta a Paul Dietrich e Irving a Heidi Joan Schoonover. Trata acerca del romance entre dos virtuosos del piano, quienes se enamoran durante una competición. Para Dietrich es la última oportunidad, él siente que si no gana esta competencia debe abandonar su sueño de ser concertista. En esta película se puede admirar la destreza de la actriz al piano, aunque ella insiste en que todo fue producto del ensayo.
En 1983 aparece en Yentl, la primera película dirigida por Barbra Streisand. «Era el sueño de Barbra. Ella era muy encantadora en el trabajo, muy clara, muy divertida», recuerda Irving. Una de las escenas más famosas, es la seducción de Hadass: «Realmente nunca nos besamos. Cuando llegó la hora de filmar, [Barbra] dijo: "Vamos a hacer algunas tomas con el beso y otras sin él”. Después de la primera toma del beso, era obvio que no hacían falta más tomas». Yentl se enamora de su compañero de yeshiva, interpretado por Mandy Patinkin, mientras él se fija en Hadass, una chica educada para servir y ser abnegada, interpretada por Irving. La familia de Hadass le prohíbe casarse con Avigdor, él persuade a su amigo Yentl para que se case con ella. Para prepararse para el rol de Hadass, Streisand le regaló a Amy unos libros: «Era acerca de cómo hacer comida kosher. Cómo preparar el pescado, cómo preparar el pan. Barbra quería que yo supiera lo que Hadass sabía». Por esta película Irving estuvo nominada a los Oscar del 9 de abril de 1984.
The Far Pavilions es una miniserie de seis horas duración de 1984 rodada en Jaipur, la India. Irving interpreta a una princesa india. Recibió clases de equitación, «ahora camino como princesa y monto un caballo como vaquero». Mientras Irving rodaba esta serie (1983), se enteró de que Spielberg estaba buscando localizaciones en la India para la secuela de Raiders of the Lost Ark. Ella lo sorprendió en el aeropuerto, y meses después reanudaron su relación. Ese mismo año (1984), aparece con Dudley Moore en la comedia Micki y Maude, donde Dudley interpreta a un esposo infiel que deja embarazada a una chica (Amy Irving) y casualmente su esposa (Ann Reinking) también queda encinta. 
El día de su cumpleaños (10 de septiembre) quedó embarazada de su primer hijo, Max Samuel. Steven y Amy se casaron el 27 de noviembre de 1985 en Santa Fe, yéndose a vivir con Spielberg a su casa de Coldwater Canyon. En 1986 realizó Anastasia: The Mystery of Anna para la televisión, a la que siguieron Rumpelstiltskin (1987) y Crossing Delancey (1988), que fue un éxito imprevisto. En 1989 se divorció de Spielberg y durante el rodaje de Show of Force conoció al director Bruno Barreto, con quien comenzó un romance y del que quedó embarazada ese mismo año. A comienzos de 1990 nació su segundo hijo, Gabriel. 
Ese año, mientras Kathleen Turner hacía la voz de Jessica Rabbit, Amy usa su voz para cantar en ¿Quién engañó a Roger Rabbit?, dirigida por Robert Zemeckis. Ella aclaró: «Eso no fue un trabajo. Bob Zemeckis necesitaba que alguien hiciera de fondo para que los animadores animaran la canción. Yo lo hice como un favor para Bob. No se me pagó por ello».
Ella fue productora ejecutiva en el filme Carried Away, "Era algo que Bruno y yo queríamos hacer juntos. Fue como un bebé que creamos, nos tomó cinco años realizarlo". En esta película la actriz muestra una larga escena de desnudo con Dennis Hopper: "Yo pienso que es un filme extraordinario. De manera tal que es lo mejor que he hecho".

## Filmografía

### Cine
| Año  | Título                                 | Personaje                  |
| ---- | -------------------------------------- | -------------------------- |
| 1976 | Carrie                                 | Sue Snell                  |
| 1977 | Paty                                   | Marie Ratner               |
| 1978 | La furia                               | Gillian Bellaver           |
| 1979 | Voices                                 | Rosemarie Lemon            |
| 1980 | Honeysuckle Rose                       | Lily Ramsey                |
| 1980 | The Competition                        | Heidi Joan Schoonover      |
| 1983 | Yentl                                  | Hadass Vishkower           |
| 1984 | Micki y Maude                          | Maude Salinger             |
| 1987 | Rumpelstiltskin                        | Katie                      |
| 1988 | Crossing Delancey                      | Isabelle Grossman          |
| 1990 | Bajo otra bandera                      | Kate Melendez              |
| 1991 | An American Tail: Fievel Goes West     | Miss Kitty (voz)           |
| 1993 | Benefit of the Doubt                   | Karen Braswell             |
| 1995 | Kleptomania                            | Diana Allen                |
| 1996 | Carried Away                           | Rosealee Henson            |
| 1996 | I'm Not Rappaport                      | Clara Gelber               |
| 1997 | Deconstructing Harry                   | Jane                       |
| 1998 | One Tough Cop                          | Agente del FBI Jean Devlin |
| 1999 | The Confession                         | Sarah Fertig               |
| 1999 | Carrie 2: La ira                       | Sue Snell                  |
| 1999 | Blue Ridge Fall                        | Ellie Perkins              |
| 2000 | Bossa Nova                             | Mary Ann Simpson           |
| 2000 | Traffic                                | Barbara Wakefield          |
| 2001 | Thirteen Conversations About One Thing | Patricia                   |
| 2002 | Tuck Everlasting                       | Madre Foster               |
| 2005 | Hide and Seek                          | Alison Callaway            |
| 2009 | Adam                                   | Rebecca Buchwald           |
| 2018 | Unsane                                 | Angela Valentini           |

### Televisión
| Año       | Título                            | Personaje                 | Notas                                      |
| --------- | --------------------------------- | ------------------------- | ------------------------------------------ |
| 1975      | The Rookies                       | Cindy Mullins             | Episodio "Reading, Writing and Angel Dust" |
| 1975      | Police Woman                      | June Hummel               | "The Hit"                                  |
| 1975      | Happy Days                        | Olivia                    | "Tell It to the Marines"                   |
| 1976      | James Dean                        | Norma Jean                | Telefilm                                   |
| 1976      | Dynasty                           | Amanda Blackwood          | Telefilm                                   |
| 1976      | Panache                           | Anne                      | Telefilm                                   |
| 1976-1977 | Once an Eagle                     | Emily Pawlfrey Massengale | Miniserie                                  |
| 1977      | I'm a Fool                        | Lucy                      | Telefilm                                   |
| 1984      | The Far Pavilions                 | Anjuli                    | Miniserie                                  |
| 1985      | Great Performances                | Ellie Dunn                | "Heartbreak House"                         |
| 1986      | Anastasia: The Mystery of Anna    | Anna Anderson             | Telefilm                                   |
| 1989      | Nightmare Classics                | La gobernanta             | "The Turn of the Screw"                    |
| 1998      | Stories from My Childhood         | Anastasia (voz)           | "Beauty and the Beast"                     |
| 1999      | Spin City                         | Lindsay Shaw              | "The Great Debate"                         |
| 2001      | Law & Order: Special Victims Unit | Rebecca Ramsey            | "Repression"                               |
| 2001      | American Masters                  | Voz de novelas            | "F. Scott Fitzgerald: Winter Dreams"       |
| 2002-2005 | Alias                             | Emily Sloane              | Personaje recurrente                       |
| 2010      | House M.D.                        | Alice Tanner              | Episodio "Unwritten"                       |
| 2013      | Zero Hour                         | Melanie Lynch             | Personaje recurrente                       |
| 2015      | The Good Wife                     | Phyllis Barsetto          | "Innocents"                                |

## Premios y distinciones
Premios Óscar
| Año  | Categoría                          | Película | Resultado |
| ---- | ---------------------------------- | -------- | --------- |
| 1984 | Oscar a la mejor actriz de reparto | Yentl    | Nominada  |

Razzie
| Año  | Categoría                          | Película | Resultado |
| ---- | ---------------------------------- | -------- | --------- |
| 1984 | Razzie a la peor actriz de reparto | Yentl    | Nominada  |